# Верна-Кјармета (Торино)
Верна-Кјармета је насеље у Италији у округу Торино, региону Пијемонт.
Према процени из 2011. у насељу је живело 39 становника. Насеље се налази на надморској висини од 885 м.